# Roxx Gang
Roxx Gang fue una banda estadounidense de glam metal formada en 1982 en St. Petersburg, Florida. Fue fundada por los músicos Kevin Steele y Eric Carrell. Lanzaron nueve trabajos discográficos entre 1988 y 2014.

## Integrantes
- Kevin Steele –  voz (1982–1991, 1992–2000)
- Jeff Vitolo –  guitarra y coros (1996–2000)
- Vinnie Granese –  bajo (1996–2000)
- Tommy Weder –  batería (1994–2000)
- Eric Carrell –  guitarra (1982–1987)
- Jeff Taylor Blanchard –  guitarra (1987–1991)
- Stacey Blades –  guitarar (1994–1996)
- Wade Hayes –  guitarra (1987–1991)
- Roby Strine –  bajo (1987–1991, 1992–1994)
- David James Blackshire –  batería (1987–1991)
- Dallas Perkins –  guitarra (1992–1994)
- Andy James –  batería (1991–1994)
- Dorian Sage –  bajo (1994–1996)
- Pete Clauss –  bajo (1982–1987)
- Doug Denardin –  batería (1982–1987)

## Discografía
- Things You've Never Done Before (1988)
- The Voodoo You Love (1995)
- Love 'Em and Leave 'Em (1997)
- Mojo Gurus (1998)
- Old, New, Borrowed, and Blue (1998)
- Drinkin' T.N.T. and Smokin' Dynamite (2000)
- Bodacious Ta Tas (2001)
- Boxx of Roxx (Box Set) (2011)
- Last Laugh: The Lost Roxx Gang Demos (2014)